# Dominik Livaković
Dominik Livaković, född 9 januari 1995 i Zadar i Kroatien, är en kroatisk professionell fotbollsmålvakt som spelar för Fenerbahçe och Kroatiens landslag.

## Karriär
Den 25 augusti 2023 värvades Livaković av turkiska Fenerbahçe, där han skrev på ett femårskontrakt.